# Камышев, Илья Владиславович
Илья Владиславович Камышев (род. 13 июля 1997, Новотроицк, Оренбургская область) — российский футболист, полузащитник клуба «Сокол».

## Биография
Воспитанник Академии «Чертаново», тренеры Дмитрий Кузнецов, Александр Абаев, Михаил Семерня, Леонид Аблизин, Леонид Фёдоров.
В сезонах 2014/15 — 2015/16 сыграл за «Чертаново» 33 матча, забил два гола в первенстве ПФЛ.
В июле 2016 года перешёл в петербургский «Зенит». Играл за вторую команду, в первенстве ФНЛ за три сезона провёл 69 матчей, забил два мяча. В начале 2019 года находился на сборах с «Томью», но контракт не подписал.
Летом вернулся в выступавшее в ФНЛ «Чертаново». В октябре 2020 года перешёл в аренду до конца сезона в «Химки». Дебютировал в чемпионате 27 февраля 2021 года в домашней игре 20 тура против «Уфы» (2:1), выйдя на 83-й минуте. После окончания арендного соглашения подписал с «Химками» полноценный контракт.
В феврале 2023 года подписал контракт с «Родиной».